# Canton de Pujols
Le canton de Pujols est une ancienne division administrative française du département de la Gironde en région Aquitaine. Située dans l'arrondissement de Libourne, elle tient lieu, jusqu'au redécoupage cantonal de 2014, de circonscription d'élection des anciens conseillers généraux.

## Histoire
De 1833 à 1848, les cantons de Pujols et de Sainte-Foy-la-Grande avaient le même conseiller général. Le nombre de conseillers généraux était limité à 30 par département.
Depuis le redécoupage de 2014, les communes du canton de Pujols sont fusionnées avec celles des anciens cantons de Branne et de Castillon-la-Bataille et avec les deux communes de Génissac et Moulon de l'ancien canton de Libourne pour former le nouveau canton des Coteaux de Dordogne,.

## Géographie
Cet ancien canton situé dans la région naturelle de l'Entre-deux-Mers était organisé autour de la commune de Pujols. Son altitude variait de 1 m (Saint-Pey-de-Castets) à 118 m (Sainte-Radegonde) pour une altitude moyenne de 63 m.

## Composition
L'ancien canton de Pujols regroupait seize communes et comptait 7 705 habitants (population municipale) au 1er janvier 2012.
| Nom                        | Code Insee | Intercommunalité    | Superficie (km2) | Population (dernière pop. légale) | Densité (hab./km2) |
| -------------------------- | ---------- | ------------------- | ---------------- | --------------------------------- | ------------------ |
| Pujols (chef-lieu)         | 33344      | CC Castillon-Pujols | 7,40             | 579 (2014)                        | 78                 |
| Bossugan                   | 33064      | CC Castillon-Pujols | 2,42             | 51 (2014)                         | 21                 |
| Civrac-sur-Dordogne        | 33127      | CC Castillon-Pujols | 1,94             | 206 (2014)                        | 106                |
| Coubeyrac                  | 33133      | CC Castillon-Pujols | 5,61             | 76 (2014)                         | 14                 |
| Doulezon                   | 33153      | CC Castillon-Pujols | 7,36             | 254 (2014)                        | 35                 |
| Flaujagues                 | 33168      | CC Castillon-Pujols | 7,80             | 620 (2014)                        | 79                 |
| Gensac                     | 33186      | CC Castillon-Pujols | 9,38             | 812 (2014)                        | 87                 |
| Juillac                    | 33210      | CC Castillon-Pujols | 5,86             | 256 (2014)                        | 44                 |
| Mouliets-et-Villemartin    | 33296      | CC Castillon-Pujols | 15,91            | 1 062 (2014)                      | 67                 |
| Pessac-sur-Dordogne        | 33319      | CC Castillon-Pujols | 7,78             | 497 (2014)                        | 64                 |
| Rauzan                     | 33350      | CC Castillon-Pujols | 6,50             | 1 198 (2014)                      | 184                |
| Saint-Jean-de-Blaignac     | 33421      | CC Castillon-Pujols | 5,58             | 460 (2014)                        | 82                 |
| Saint-Pey-de-Castets       | 33460      | CC Castillon-Pujols | 11,07            | 632 (2014)                        | 57                 |
| Saint-Vincent-de-Pertignas | 33488      | CC Castillon-Pujols | 7,61             | 376 (2014)                        | 49                 |
| Sainte-Florence            | 33401      | CC Castillon-Pujols | 3,21             | 145 (2014)                        | 45                 |
| Sainte-Radegonde           | 33468      | CC Castillon-Pujols | 12,48            | 469 (2014)                        | 38                 |

## Démographie
| 1975  | 1982  | 1990  | 1999  | 2006  | 2011  | 2012  |
| ----- | ----- | ----- | ----- | ----- | ----- | ----- |
| 6 283 | 6 479 | 6 863 | 7 176 | 7 380 | 7 695 | 7 705 |

## Représentation

### Conseillers généraux de 1833 à 2015
| Période                                  | Période          | Identité                                              | Étiquette          | Qualité |
| ---------------------------------------- | ---------------- | ----------------------------------------------------- | ------------------ | --- |
| 1833                                     | 1842             | Mathieu Jouhanneau-Larégnère aîné                     | Royaliste          | Propriétaire, Maire de Pineuilh |
| 1842                                     | 1848             | Jean-Philémon Loreilhe                                | Royaliste          | Rentier, maire de Sainte-Foy |
| 1848                                     | 1856             | Jean Durand-Desgranges ainé                           |                    | Propriétaire, maire de Gensac |
| 1856                                     | 1871             | Ecuyer Jean-Marie Joseph Henri d'Auzac de la Martinie |                    | Propriétaire, maire de Pujols puis de Puysseguin |
| 1871                                     | 1877             | Bernard Roudier                                       | Union républicaine | Maire de Juillac (1871-?), député (1874-1885) |
| 1877                                     | 1883             | Jean Pascal                                           | Bonapartiste       | Ancien Préfet de la Gironde (1873-1876) |
| 1883                                     | 1887 (démission) | Éliacin Dupuy                                         | Républicain        | Propriétaire à Rauzan Président du Conseil d'arrondissement |
| 1887                                     | 1895             | Baron Henri du Foussat de Bogeron                     | Droite royaliste   | Propriétaire, ancien sous-préfet, maire de Bossugan |
| 1895                                     | 1898 (décès)     | Louis Laffon                                          | Républicain        | Propriétaire et industriel à Rauzan |
| 1898                                     | 1925             | Louis Coustou                                         | RG                 | Propriétaire, docteur en médecine, maire de Gensac (1904-1925), conseiller d'arrondissement                                                                                     |
| 1925                                     | 1937             | Théodore Steeg                                        | Rad.               | Enseignant, député de la Seine (1904-1914), sénateur de la Seine (1914-1944), gouverneur d'Algérie (1921-1925), ministre (entre 1911 et 1938), président du Conseil (1930-1931) |
| 1937                                     | 1940             | Valentin Maurin                                       | SFIO               | Propriétaire, maire de Pujols (1925-1941), conseiller d'arrondissement |
|                                          |                  |                                                       |                    | |
| 1943                                     | 1945             | Pierre Martin                                         | ?                  | Vice-Président de la fédération des caves coopératives Maire de Rauzan Nommé conseiller départemental en 1943                                                                   |
|                                          |                  |                                                       |                    | |
| 1945                                     | 1973 (décès)     | Marcel Planté (1898-1973)                             | Rad.               | Chef de réseau EDF, adjoint au maire de Rauzan |
| 1973                                     | 2011             | Gérard César                                          | DVD, RPR, UMP      | Agriculteur, député (1976-1981 et 1986-1988), sénateur (1990-2017), maire de Rauzan (1974-2022)                                                                                 |
| 2011                                     | 2015             | Liliane Poivert                                       | DVD                | Professeure des écoles Maire de Saint-Pey-de-Castets (2008-) Elue en 2015 dans le Canton des Coteaux de Dordogne                                                                |
| Les données manquantes sont à compléter. |                  |                                                       |                    | |

### Conseillers d'arrondissement (de 1833 à 1940)
| Période                                  | Période | Identité                            | Étiquette   | Qualité |
| ---------------------------------------- | ------- | ----------------------------------- | ----------- | --- |
| 1833                                     | 1842    | Jean Pierre Ducarpe-Bonnetan        |             | Notaire, maire de Saint-Pey-de-Castets                                                                      |
| 1842                                     | 1848    | Léon Saint-Jean-Lestage (1809-1909) |             | Notaire, maire de Gensac                                                                                    |
|                                          |         |                                     |             | |
| 1874                                     | 1883    | Éliacin Dupuy                       | Républicain | Propriétaire à Rauzan, Président du Conseil d'arrondissement                                                |
| 1884                                     | 1898    | Louis Coustou                       | Républicain | Docteur-médecin, conseiller municipal de Gensac                                                             |
| 1898                                     | 1904    | Gabriel Castaing                    |             | Maire de Saint-Vincent-de-Pertignas                                                                         |
| 1904                                     | 1922    | Ulysse Coiral                       | Républicain | Maire de Pujols                                                                                             |
| 1922                                     | 1928    | Joseph Gallès                       | RG          | Propriétaire, maire de Rauzan                                                                               |
| 1928                                     | 1937    | Valentin Maurin                     | SFIO        | Propriétaire, maire de Pujols (1925-1941)                                                                   |
| 1937                                     | 1940    | Raymond Cramail (1907-1985)         | SFIO        | Propriétaire à Rauzan, résistant, déporté au camp de concentration de Nordhausen-Dora                       |
| 1940                                     |         |                                     |             | Les conseils d'arrondissement ont été suspendus par la loi du 12 octobre 1940 et n'ont jamais été réactivés |
| Les données manquantes sont à compléter. |         |                                     |             | |